# Ononis diffusa
Ononis diffusa là một loài thực vật có hoa trong họ Đậu. Loài này được Ten. miêu tả khoa học đầu tiên.

## Hình ảnh

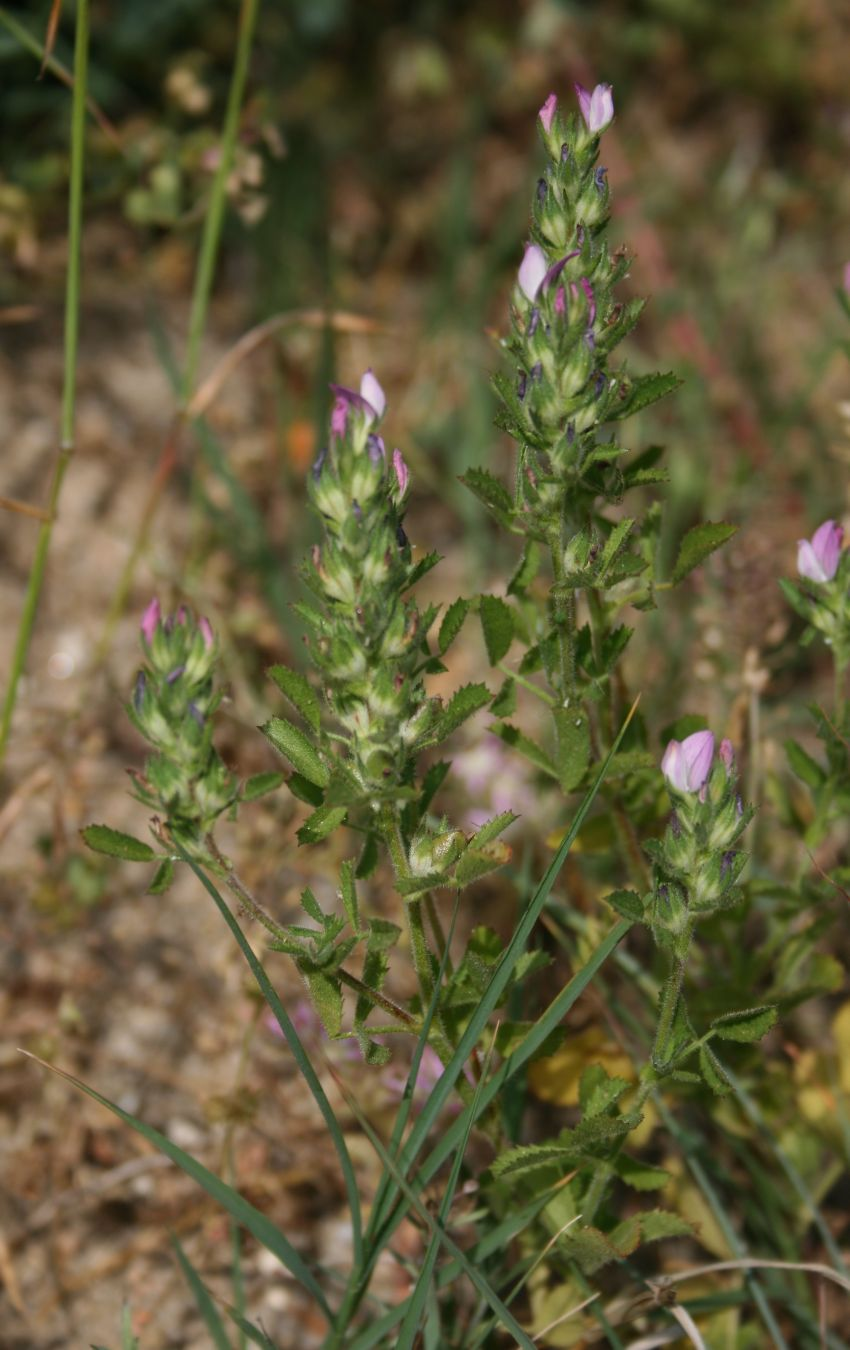